# استان دیاله

یک شیخ عرب همراه با کاروان شترش در دیاله (۱۹۲۵)

استان دیاله یا دیالی  از استان‌های شرقی کشور عراق است. این استان در مرز این کشور با ایران قرار گرفته و با استان‌های کرمانشاه و ایلام در ایران هم‌مرز است مردم این استان کرد ها عرب ها وترکمن هستند
سازمان مجاهدین خلق ایران در استان دیاله پایگاهی نظامی به نام «پایگاه اشرف» داشت. اعضای سازمان مجاهدین خلق ایران این اردوگاه را در تاریخ ۱۶ سپتامبر ۲۰۱۲ میلادی تخلیه کردند.

## جغرافیا
مرکز این استان شهر بعقوبه است و از شهرهای بزرگ آن می‌توان خانقین را نام برد.
دیاله یکی از حاصلخیزترین استان‌های عراق از حیث کشاورزی، باغ‌ها و نخلستان‌ها است و تعدادی از میادین مهم نفتی مثل منطقه «نفت‌خانه» در آن واقع شده و علاوه بر اینها، «خسروی» (منذریه) قدیمی‌ترین گذرگاه مرزی رسمی بین ایران و عراق است.
سلسله ارتفاعات حمرین از ۶۰ کیلومتری شرق بغداد در استان دیاله آغاز و تا ۲۶۰ کیلومتری شمال پایتخت عراق در استان کرکوک امتداد دارد و استان‌های صلاح الدین و موصل را از دو استان کرکوک و دیاله جدا می‌کند.

## مراکز اداری

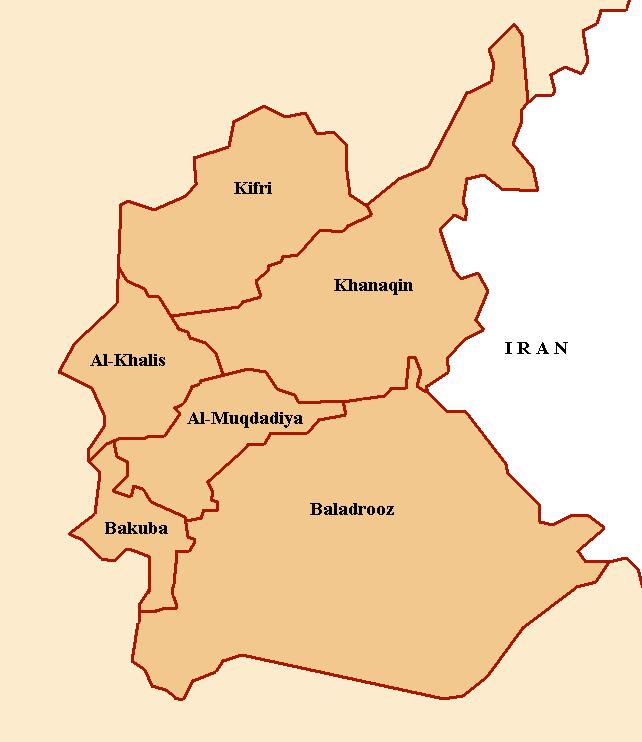
Districts of the Diyala Governorate

استان دیاله شامل شش شهرستان است که در زیر با مناطق خود و جمعیتی که در سال ۲۰۰۳ تخمین زده شده‌است، آورده شده‌است.
| شهرستان   | نام به عربی | مساحت به کیلومترمربع | جمعیت در سال ۲۰۰۳ |
| بعقوبه    | بعقوبة      | 1,630                | 467,895           |
| المقدادیه | المقدادیة   | 1,033                | 198,583           |
| خانقین    | خانقین      | 3,512                | 160,379           |
| الخالص    | الخالص      | 2,994                | 255,889           |
| کفری      | کفری        | 1,139                | 42,010            |
| بلد روز   | بلد روز     | 6,280                | 99,601            |
| مجموع     |             | 17,685               | 1,224,358         |

## شهرستان‌ها، شهرها و روستاها
- بعقوبه (مرکز استان)
- ناهروان
- مقدادیه
- هبه
- خانقین
- بالادروز
- الخلیس
- بنی سعد
- جلالا (یا جلولا)
- السادیه
- شهر اشرف
- دولا
- کینگیربان
- روستای مارفو
- روستای نای
- اودام
- المنصوره
- کنعان
- الوجهیه
- المنطریه
- ابوسیده
- بهاریز
- مندلی

## ناآرامی‌های داخلی/جنگ عراق
شواهدی وجود دارد که نشان می‌دهد گروه القاعده در عراق در سال ۲۰۰۶ پایگاه عملیاتی خود را از استان انبار به استان دیاله منتقل کرده بود. در اواخر همان سال، گزارش شد که شهر بعقوبه و بیشتر بخش‌های استان دیاله تحت کنترل شورشیان سنی درآمده بود.
گزارش‌ها حاکی از آن است که این کنترل شورشیان تا سال ۲۰۰۷ و اوایل ۲۰۰۸ ادامه یافت.
در ۱۱ مه ۲۰۰۷، سرتیپ بنجامین میکسون، فرمانده فرماندهی شمالی نیروهای چندملیتی، اعلام کرد برای مهار سطح کنونی خشونت‌ها در دیاله به نیروهای بیشتری نیاز دارد. این اظهارات در حالی بیان شد که به‌تازگی طرح افزایش نیرو آغاز شده بود، برخی نیروهای ذخیره به‌طور غیرارادی فراخوانده شده بودند و درباره میزان تعهد دولت آمریکا به جنگ، بحث‌های عمومی در جریان بود.
تا میانه سال ۲۰۰۷، گروه دولت اسلامی عراق که پیش‌تر کنترل بعقوبه و بخش زیادی از استان را در دست گرفته بود، این شهر را به‌عنوان پایتخت خود اعلام کرد. در همین زمان، گروه شورشی سنی جماعت انصار السنه نیز در این منطقه فعال بود.
در ژوئن ۲۰۰۷، نیروهای آمریکایی عملیات تیزپیکان را با حملات هوایی شبانه در بعقوبه آغاز کردند. تا ۱۹ اوت، شهر عمدتاً تحت کنترل درآمد، هرچند عناصر شورشی هنوز در شهر و مناطق اطراف حضور داشتند. درگیری‌ها در دره رود دیاله ادامه داشت، اما تا آغاز اکتبر، نیروهای آمریکایی و عراقی کنترل بیشتر استان را در دست گرفتند و شورشیان به شمال و غرب عقب‌نشینی کردند. در ۲۷ اکتبر، دولت اسلامی عراق به یک پایگاه پلیس در بعقوبه حمله کرد که در جریان آن، ۲۸ پلیس و نیروی داوطلب پلیس کشته شدند، نشانه‌ای از تداوم فعالیت هسته‌های شورشی در استان.
در ژانویه ۲۰۰۸، عملیات فانتوم فونیکس به‌منظور پاک‌سازی نهایی بقایای شورشیان پس از کارزار دیاله (۲۰۰۶–۲۰۰۷) آغاز شد.
در میانه سال ۲۰۰۸، تحولات گسترده‌ای در استان دیاله رخ داد؛ تلاش‌های نیروهای آمریکایی افزایش یافت و حضور ارتش عراق در منطقه محسوس شد. در ناحیه بعقوبه، فعالیت دولت اسلامی عراق به‌شدت کاهش یافت و برنامه موسوم به «فرزندان عراق» نیز به تضعیف بیشتر این گروه کمک کرد.

## اعلام خودمختاری
در ماه دسامبر سال ۲۰۱۱ میلادی، شورای حکومتی دیاله با انتشار بیانیه‌ای، این ناحیه را نیمه خودمختار اعلام کرد. دو ماه پیش از این مسئله، اتفاق مشابهی در استان صلاح‌الدین رخ داده بود. شورای دیاله این اقدام را با استفاده از ماده ۱۱۹ قانون اساسی عراق و به سبب بدگمانی‌های دولت حاکم شیعه مذهب نوری المالکی انجام داد. برخلاف استان صلاح‌الدین، دیاله پیچیدگی قومی و مذهبی بالایی دارد و همین مسئله سبب شد تا اعتراض و درگیری در این استان بالا بگیرد.

## جستارهای وابسته

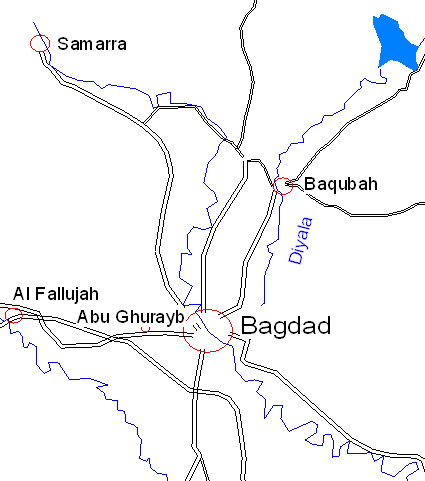